# Jermakowskoje
Jermakowskoje (ros. Ермаковское) – wieś (sieło)w Rosji, w Kraju Krasnojarskim, ośrodek administracyjny rejonu jermakowskiego. W 2010 liczyła 8557 mieszkańców.